# Naturalne pomoce jeździeckie
Naturalne pomoce jeździeckie – zespół sygnałów, które jeździec przekazuje koniowi i poprzez które narzuca swoją wolę, jak również wyczuwa temperament, stan psychiczny konia oraz jego ruchy i chody. Do naturalnych pomocy jeździeckich zaliczamy:
- ręce (dłonie)
- łydki
- dosiad (ciężar ciała jeźdźca)
- głos

Wysyłanie sygnałów przy użyciu pomocy jeździeckich umożliwia poprawne prowadzenie konia. Działanie pomocami powinno być skoordynowane i wymaga zawsze współdziałania trzech pierwszych elementów (rąk, łydek i dosiadu), chociaż nasilenie ich oddziaływania jest prawie zawsze różne w zależności od potrzeby.  Operowanie pomocami powinno wskazywać koniowi żądania jeźdźca i nie może polegać na zadawaniu bólu.